# 窗邊的小荳荳
《窗邊的小荳荳》（日语：窓ぎわのトットちゃん）是日本藝人黑柳徹子所著的自傳隨筆集，由講談社于1981年出版。第5回路傍之石文學獎得獎作品。

## 概要
內容是描述作者在一間校風自由，位於東京都目黑區自由之丘的小學中，所經歷的生活點滴。在日本國內曾創下800萬冊銷售記錄，成為戰後最暢銷的書籍。
藝人、運動選手、政治家等著書通常由影子作家捉刀，但《窗邊的小荳荳》全為黑柳徹子所著，未有他人代筆。因此講談社當初並沒有預期會有這麼高的數量，在初刷時只印了8000本。
黑柳利用本書在日本的印稅，於1981年設立了「社會福利法人荳荳基金」（社会福祉法人トット基金）。本書亦翻譯為35種語言版本。在中國大陸，簡體中文版自2003年發行以來，銷量已在2017年5月時突破了1000万本。
「荳荳」一名，根據《窗邊的小荳荳》一書所述，是因作者年幼時口齒不清，將自己的名字「徹子」（Tetsuko）發音成「荳荳」（Totto），從此成為暱稱。

## 版本

### 日文版
| 出版日期  | 出版社         | ISBN               |
| 1981年1月 | 講談社         | ISBN 4-06-145840-X |
| 1984年1月 | 講談社文庫     | ISBN 4-06-183252-2 |
| 1991年6月 | 講談社青鳥文庫 | ISBN 4-06-147351-4 |

### 中文版
| 書名                     | 譯者           | 出版日期             | 出版社             | 语言     | ISBN               |
| ------------------------ | -------------- | -------------------- | ------------------ | -------- | ------------------ |
| 窗邊的小華               | 徐思           | 1981年12月           | 鑑賞有版社有限公司 | 繁體中文 |                    |
| 冬冬的學校生活           | 李雀美         | 1982年10月           | 大佳出版社         | 繁體中文 |                    |
| 愛的教育：小徹的學校生活 | 朱佩蘭         | 1982年11月           | 自立晚報社         | 繁體中文 |                    |
| 窗口邊的豆豆             | 邱利貞（力爭） | 1983年3月            | 藍巴出版社         | 繁體中文 |                    |
| 窗旁的小豆豆             | 未申           | 1983年5月            | 中国展望出版社     | 簡體中文 | ISBN 10217·064     |
| 窗边的小姑娘             | 朱濂           | 1983年7月            | 湖南少年兒童出版社 | 簡體中文 | ISBN R10280·79     |
| 窗边的阿彻               | 陳喜儒 徐前    | 1983年9月            | 少年兒童出版社     | 簡體中文 | ISBN R10024·4147   |
| 窗旁的小桃桃             | 王克智         | 1983年10月           | 遼寧少年兒童出版社 | 簡體中文 | ISBN 10289·14      |
| 愛心教育：小徹在學校裏   |                | 1984年11月           | 山邊社             | 繁體中文 | ISBN 9789629230272 |
| 窗口邊的小豆豆           | 蕭曉           | 1986年9月            | 世茂出版社         | 繁體中文 |                    |
| 窗邊的小荳荳             | 朱曉蘭         | 1988年7月 2002年     | 小暢出版社 新潮社  | 繁體中文 |                    |
| 窗邊的小荳荳（注音版）   | 朱曉蘭         | 1990年               | 小暢出版社         | 繁體中文 |                    |
| 窗口邊的豆豆             | 燕奴           | 1990年11月           | 晨星出版社         | 繁體中文 |                    |
| 窗邊的小豆豆             | 黃靖淑         | 1992年3月            | 漢風出版社         | 繁體中文 |                    |
| 窗邊的小豆荳（日中對照） | 李朝熙         | 1993年5月            | 鴻儒堂出版社       | 繁體中文 |                    |
| 窗边的小豆豆             | 趙玉皎         | 2003年 2011年 2018年 | 南海出版社         | 簡體中文 | ISBN 9787544250580 |
| 窗邊的小荳荳             | 王蕴潔         | 2015年7月            | 親子天下出版社     | 繁體中文 | ISBN 9789869201346 |
| 窗邊的小荳荳（絵本版）   | 林真美         | 2015年               | 親子天下出版社     | 繁體中文 |                    |

## 動畫電影

### 配音員
| 角色           | 配音員       | 配音員 | 配音員 | 備註 |
| 角色           | 日本         | 臺灣   | 香港   | 備註 |
| -------------- | ------------ | ------ | ------ | ---- |
| 小荳荳         | 大野莉莉安娜 | 江禮言 | 李芯怡 |      |
| 旁白           | 黑柳徹子     | 陳淑芳 | 潘芳芳 |      |
| 小林老師       | 役所廣司     | 陳慕義 | 黃文偉 |      |
| 荳荳爸爸       | 小栗旬       | 莫子儀 |        |      |
| 荳荳媽媽       | 杏           | 方志友 |        |      |
| 大石老師       | 瀧澤凱倫     | 李昀晴 |        |      |
| 泰明           | 松野晃士     | 林品彤 |        |      |
| 自由之丘站務員 | 石川浩司     | 張敦喻 |        |      |
| 赤松小學導師   | 園崎未惠     | 詹雅菁 |        |      |
| 泰明媽媽       | 加納千秋     | 詹雅菁 |        |      |

## 備註
1. ↑  香港優先場分別於2024年3月2日及16日舉行。

## 外部連結
- 講談社
  - 窗邊的小荳荳-原著 （页面存档备份，存于）
  - 窗邊的小荳荳-講談社文庫 （页面存档备份，存于）
  - 窗邊的小荳荳-青鳥文庫 （页面存档备份，存于）
  - 窗邊的小荳荳-講談社文庫 （页面存档备份，存于）
- 豆瓣读书上《窗边的小豆豆》的資料 （简体中文）